# Siemionowskaja (rejon totiemski)
Siemionowskaja (ros. Семёновская) – wieś w Rosji, w rejonie totiemskim obwodu wołogodzkiego. W 2021 r. liczyła 1 mieszkańca.